# 稲葉宿

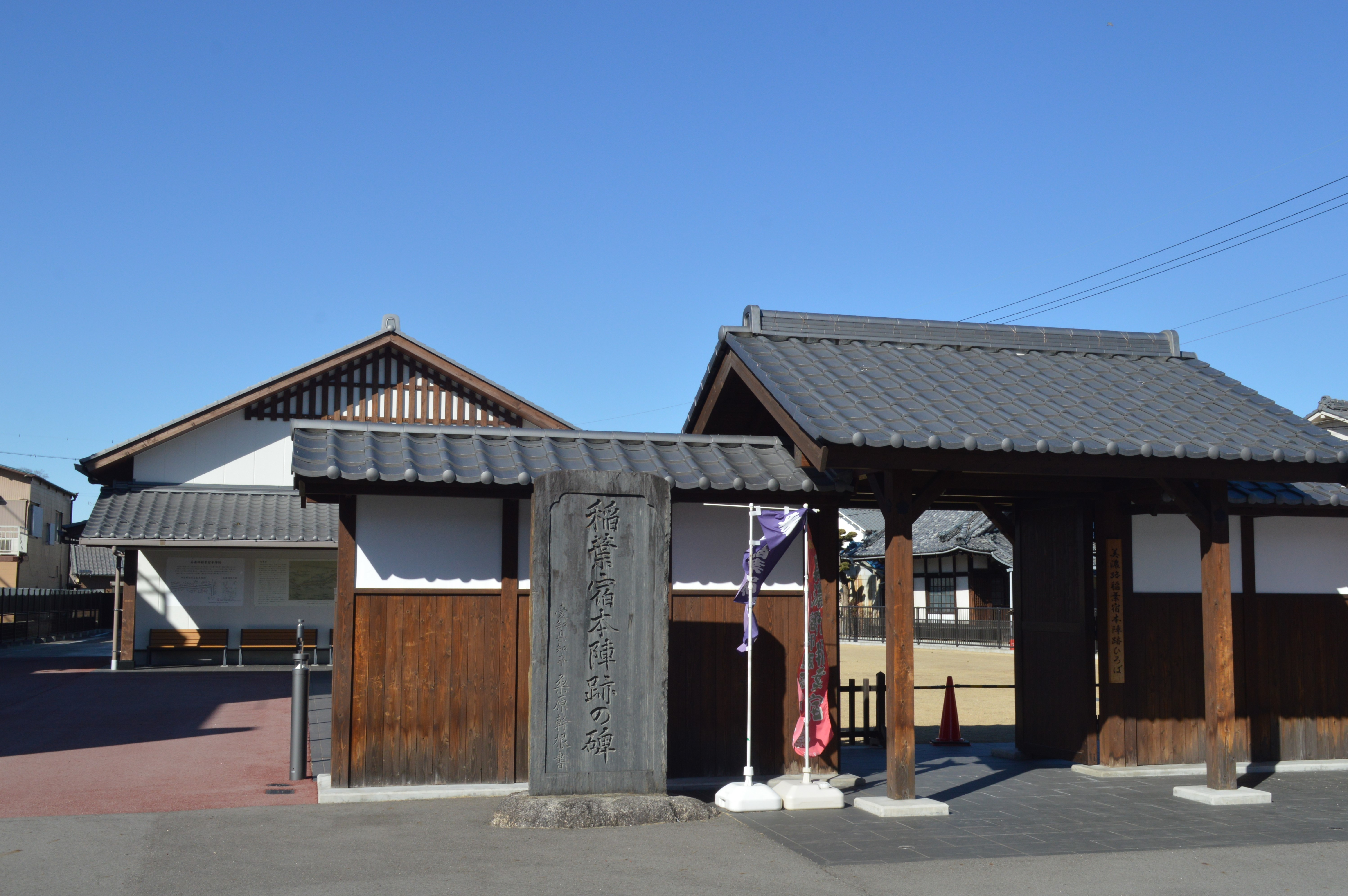
美濃路稲葉宿本陣跡ひろば

稲葉宿（いなばじゅく）は、美濃路の宿場。現在の愛知県稲沢市稲葉にある。

## 歴史

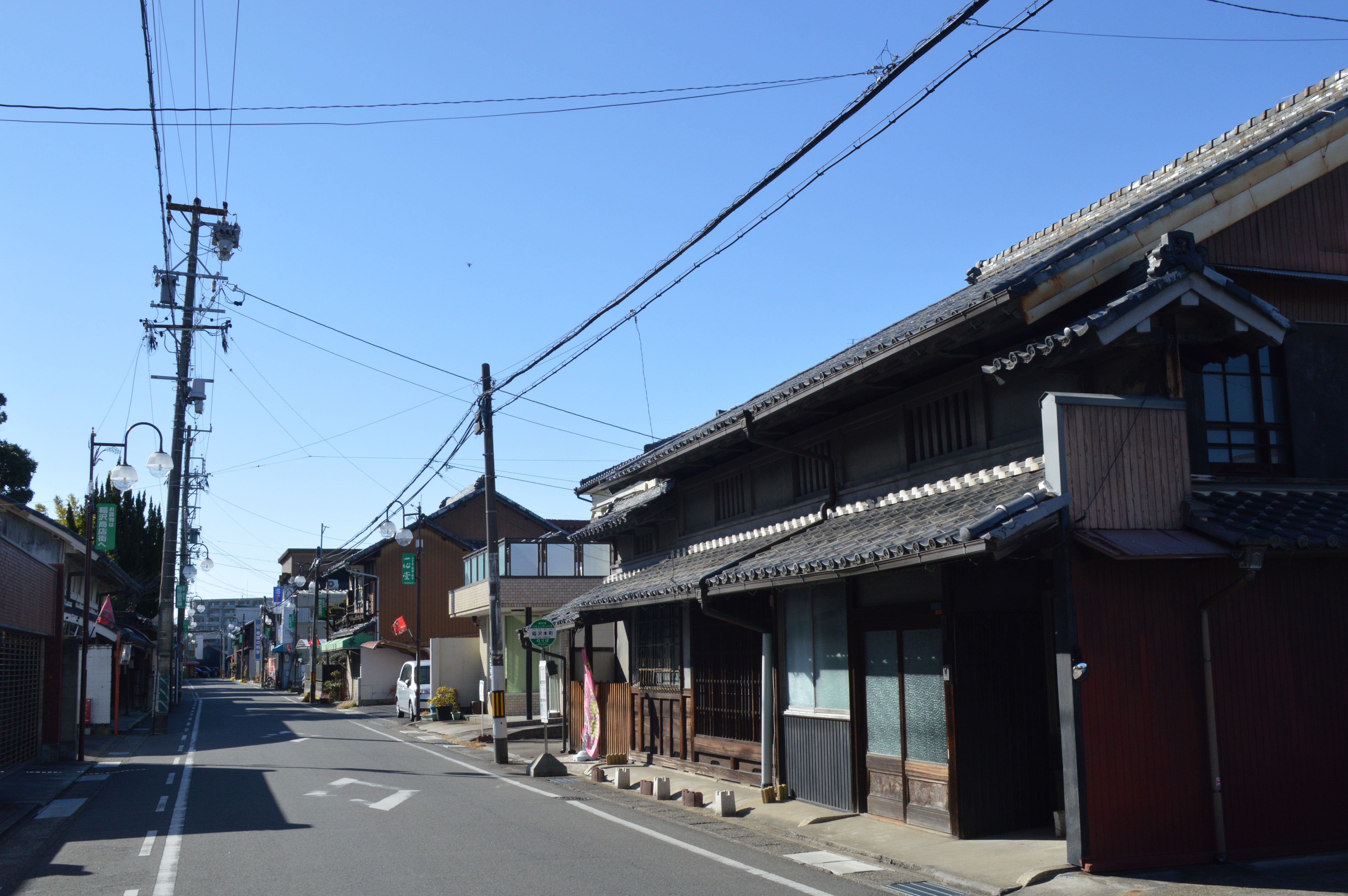
現在の街並み

### 近世
清須城主だった織田信雄が、小牧・長久手の戦いの前に造らせた街道が美濃路の起源とされる。江戸時代の美濃路は脇往還の位置付けであり、4番目の宿場として稲葉宿が設置された。当初は中島郡稲葉村だけで宿場を構成していたが、後に小沢村が加宿となった。
中問屋場があった場所付近には、津島道と交差していたことが分かる石碑があり、近辺には札ノ辻の地名が残っている。

### 近代
1869年（明治2年）には農民一揆の稲葉騒動が起こり、宿場施設の打ちこわしから始まった騒動は西尾張全域に拡大していった。1875年（明治8年）には当宿を構成していた稲葉村と小沢村が合併し、両村の名前から1字ずつ取った稲沢村が発足した。1889年（明治22年）には町村制が施行され、中島郡稲沢町が発足した。明治大正期から昭和戦前にかけての稲沢町は商業が盛んであり、稲沢銀行や稲沢電気株式会社が設立された。
当宿から400mほど北には稲葉神社があるが、これは1958年（昭和33年）10月に伊奈波神社、熊野・白山社、日吉社の3社を合祀して伊奈波神社としたものを、さらに1959年（昭和34年）に当地の名前に掛けて現名称に改称したものである。

## 史跡・みどころ

### 稲葉宿の史跡・みどころ

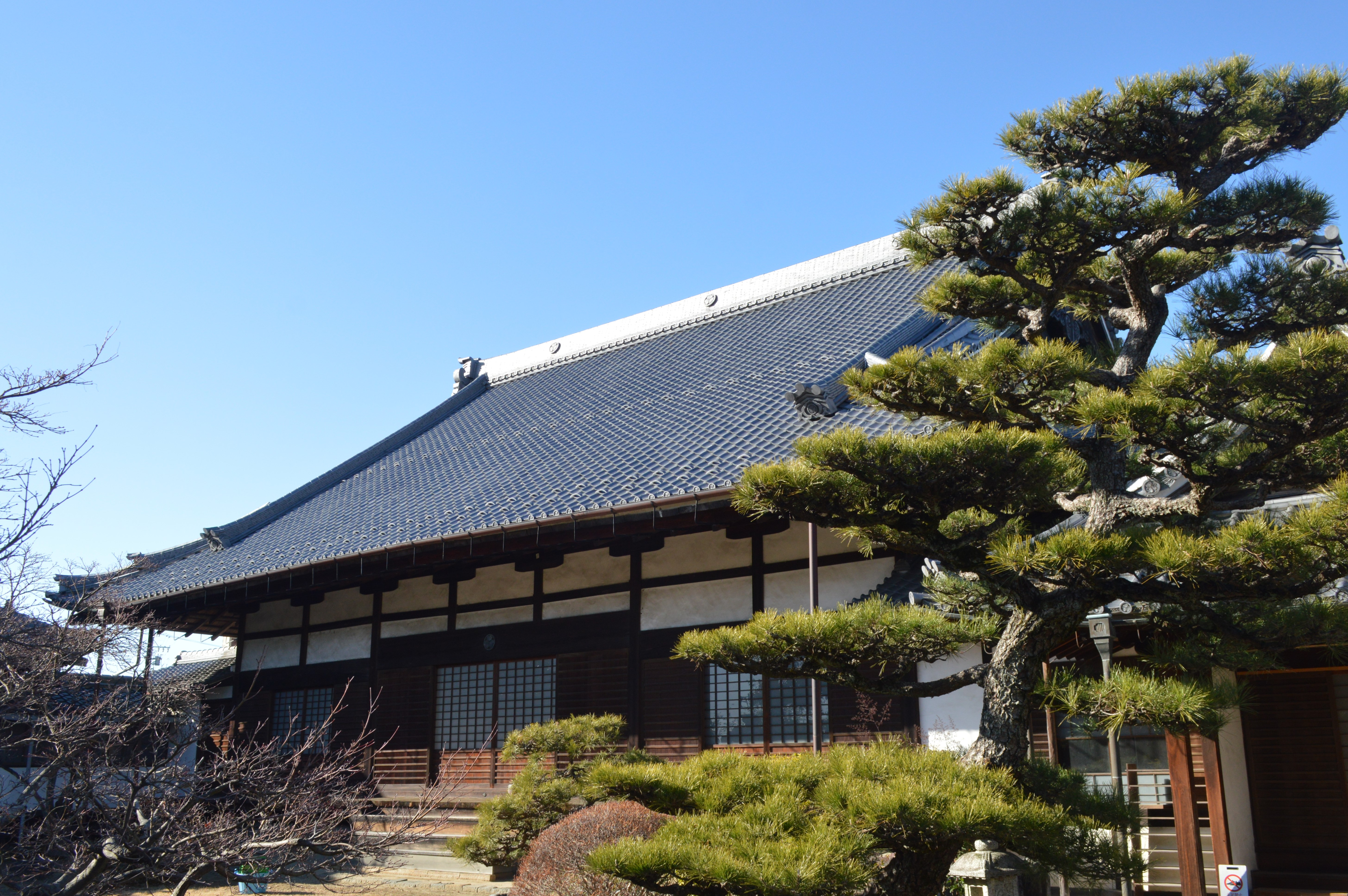
禅源寺

本陣跡は美濃路稲葉宿本陣跡ひろばとして整備され、その他には問屋場跡に石碑「稲葉宿問屋場址」が建つ。
- 美濃路稲葉宿本陣跡ひろば - 2020年（令和2年）に整備された歴史公園。石碑「稲葉宿本陣跡の碑」がある。
- 問屋場跡 - 石碑「稲葉宿問屋場址」に稲葉宿に関する説明がある。
- 禅源寺 - 臨済宗妙心寺派の寺院。寛永11年（1634年）に徳川家光が上洛する際には禅源寺に泊まっており、表道具に御紋を付けることが許されたことから、本堂の屋根瓦などには葵紋が刻まれている[1]。木造阿弥陀如来坐像は愛知県指定文化財[1]。絹本著色毘沙門天像、釈迦如来座像、阿弥陀如来像、勅使門は稲沢市指定文化財[1]。
- 宝光寺

### 萩原宿までの史跡・みどころ
- 高木橋 - 光堂川にかかる橋。かつては「光堂橋」という土橋であった。

## 建物

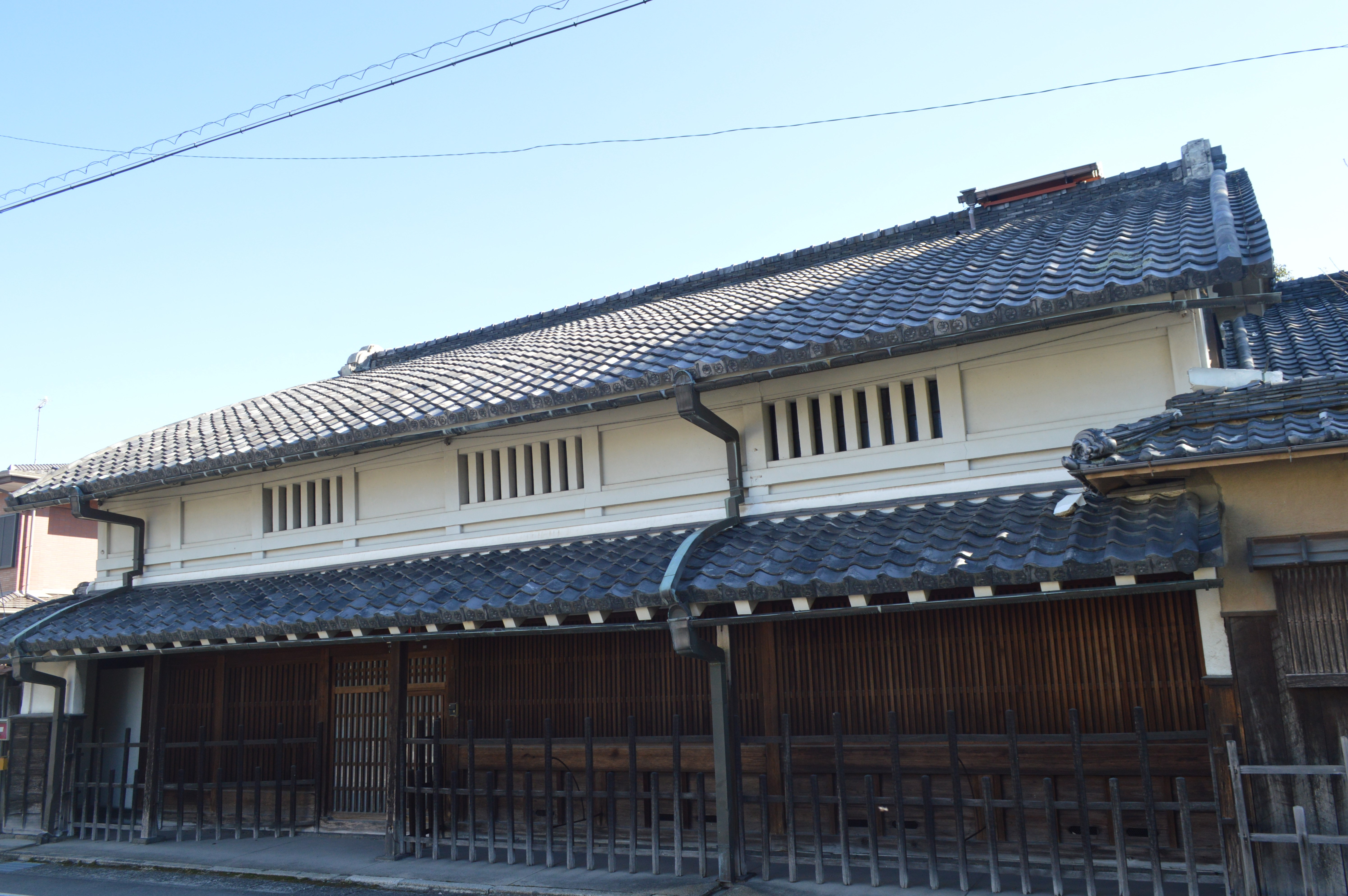
山田市三郎家

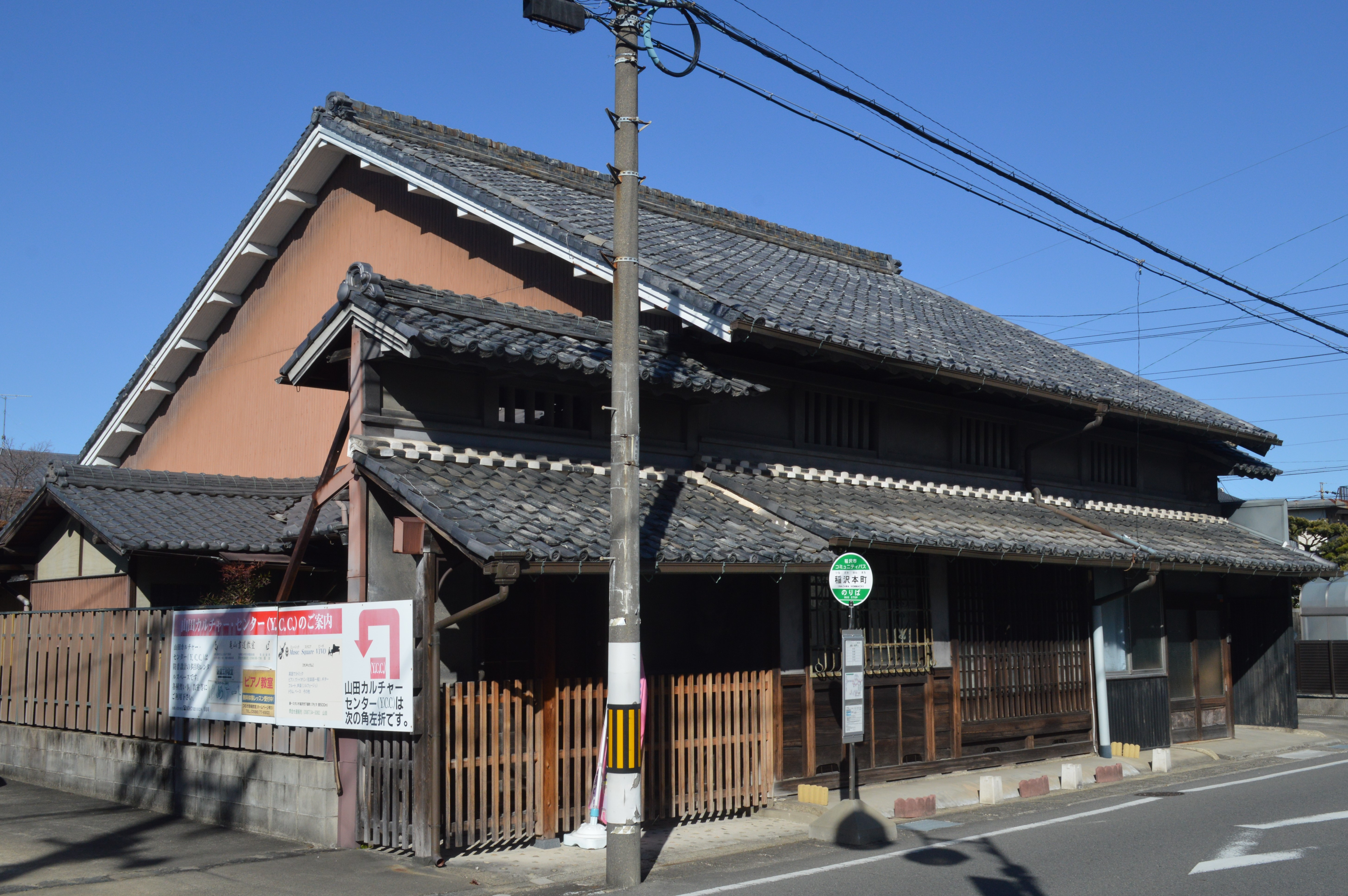
山田文七家

- 山田市三郎家 - 本町通りの南側にある、江戸時代中期の町屋[2]。旧稲葉宿に現存する主屋としては最も古く、18世紀前半に建てられた可能性がある[3]。江戸時代の山田市三郎（名跡）家は尾張藩に大名貸をしていた豪商である[4]。1869年（明治2年）の稲葉騒動の際には山田市三郎家が真っ先に襲撃された[4]。第6代山田市三郎（山田深三郎、1850年～1927年）は実業家として手腕を発揮した[4]。1874年（明治7年）に稲葉郵便局を開設し、1900年（明治33年）に稲沢銀行を創立して頭取に就任した[4]。国鉄東海道線稲沢駅の誘致にも尽力し、1904年（明治37年）の開業後には稲沢駅周辺の発展にも寄与した[4]。第7代山田市三郎（山田祐一、1876年～1950年）もやはり実業家として名を残した[5]。1912年（明治45年）には稲沢電気株式会社（後の稲沢電灯株式会社）を設立し、明治末期以後には耕地整理組合の活動などで農業振興に寄与した[5]。その後も当主は中京銀行頭取などを務めている。
- 山田文七家 - 本町通りの北側にある、1881年（明治14年）に建てられたとされる町家[6]。[6]。現在、登記上の所有者は、山田文七初代町長の妻である雅子である。
- 藤市酒造株式会社 - 1872年（明治5年）創業[7]。代表銘柄は「瑞豊」[7]。木曽川の伏流水を用いた酒造りを行っている[7]。
- 旧中部電力稲沢営業所 - 本町通りの北側にある、鉄筋コンクリート造3階建ての近代建築。1912年（明治45年）に設立された稲沢電灯株式会社の本社として、1936年（昭和11年）に建てられた[8]。1939年（昭和14年）には稲沢電灯が東邦電力株式会社に吸収されて東邦電力稲沢営業所となり、その後の吸収合併によって中部電力稲沢営業所となった[8]。1984年（昭和59年）には稲沢市が中部電力から購入し、1985年（昭和60年）から2017年（平成29年）まで稲沢市民俗資料収蔵庫として使用された[9][10]。
- 旧稲葉郵便局 - 本町通りの南側にある、鉄筋コンクリート造2階建ての洋風建築。1959年（昭和34年）まで稲葉郵便局（稲沢郵便局）として使用された。

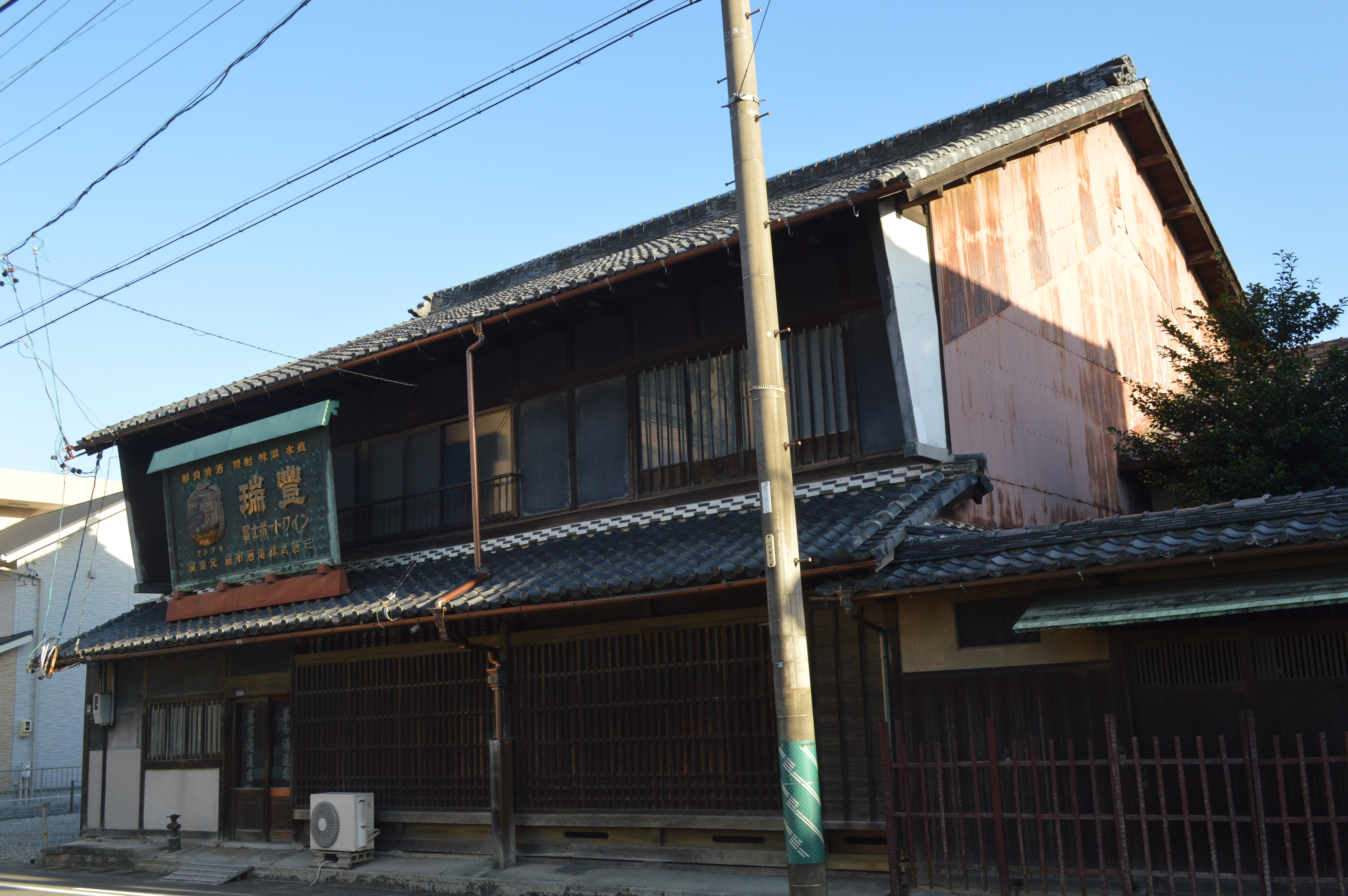
藤市酒造
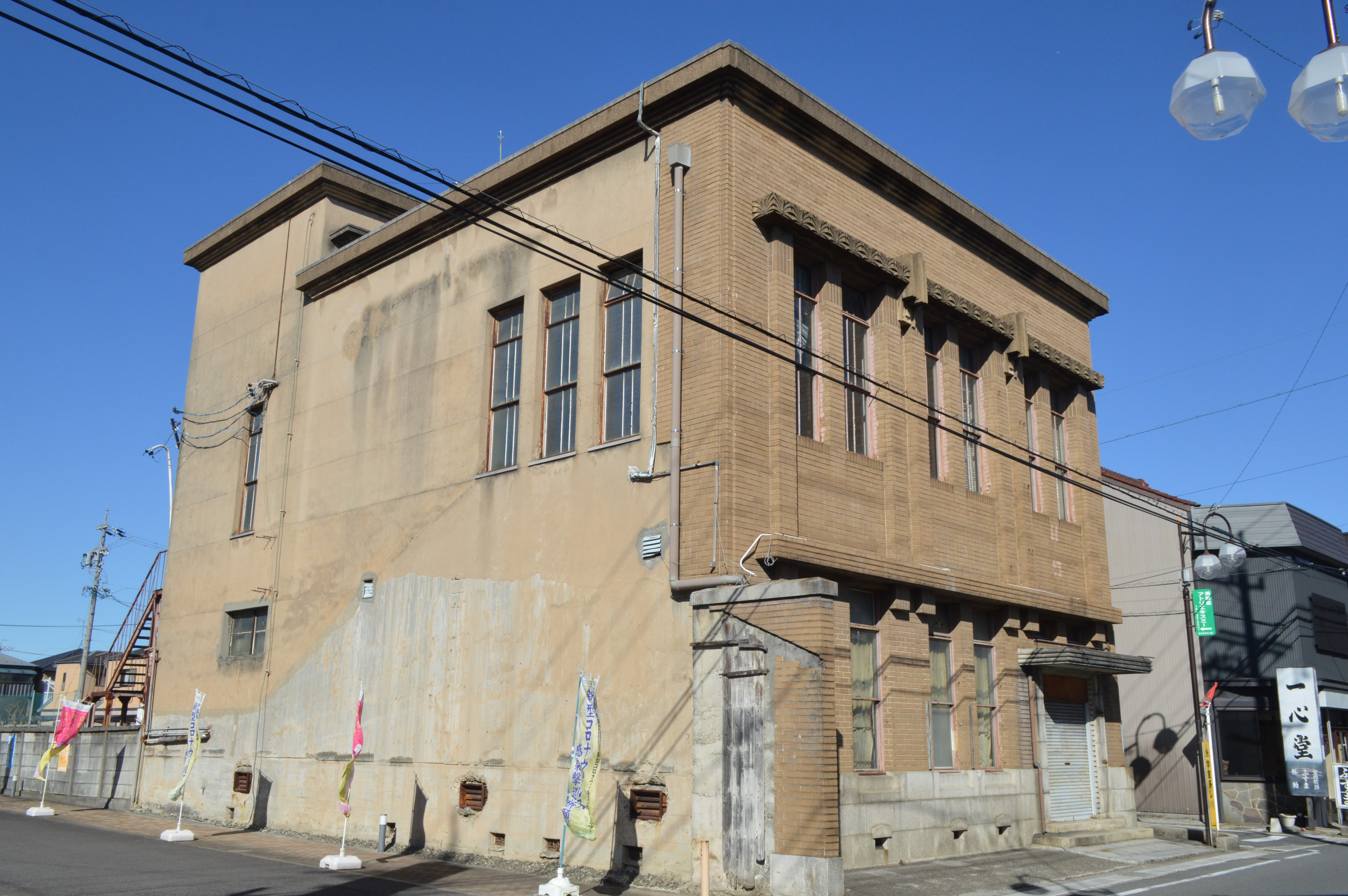
旧中部電力稲沢稲沢営業所
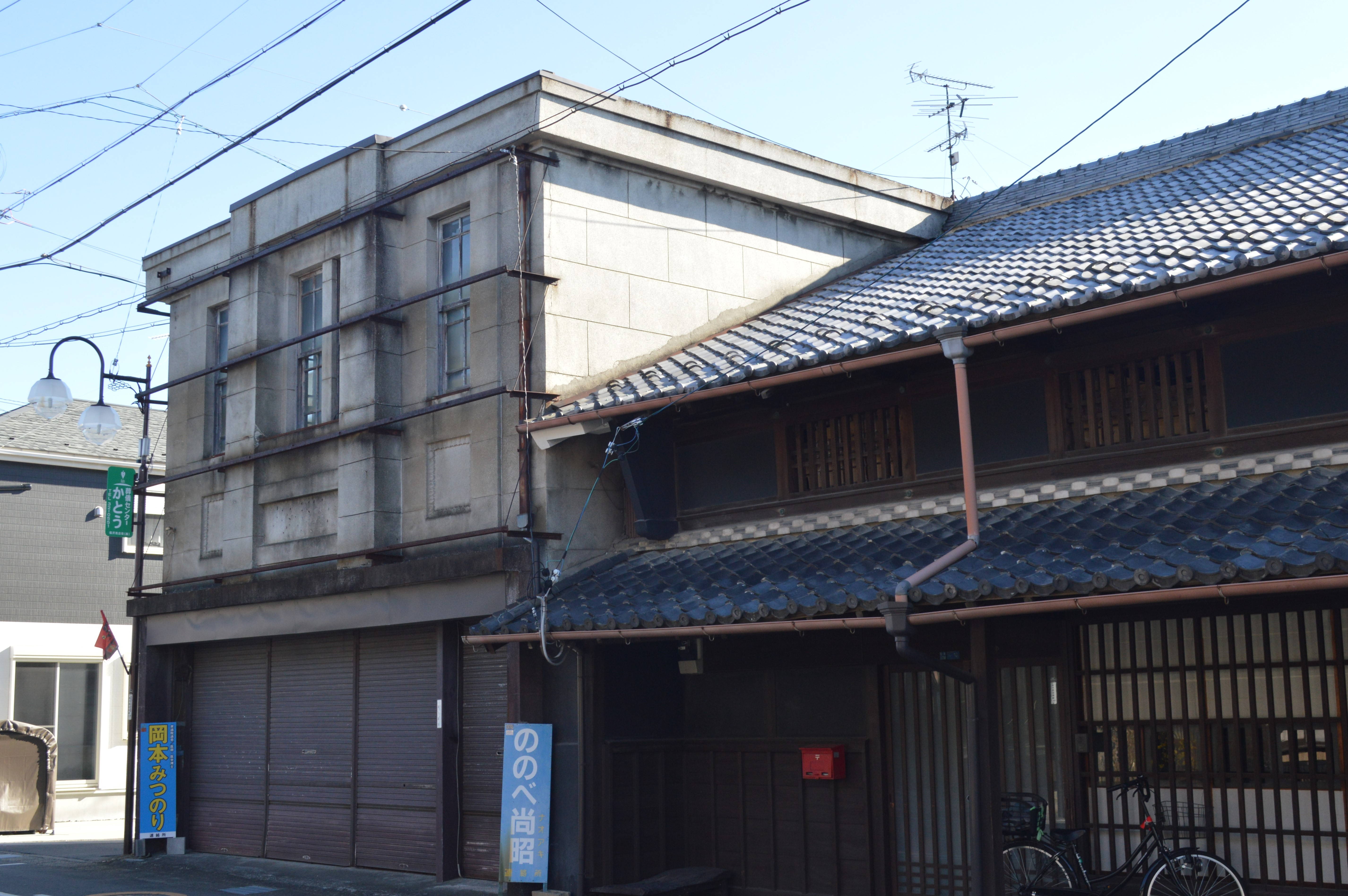
旧稲葉郵便局

## 隣の宿
美濃路
清須宿 - 稲葉宿 - 萩原宿

## 交通アクセス
- 名鉄名古屋本線国府宮駅から西に約1km。